# Marta Minujín
Marta Minujín   (Buenos Aires, 30 de gener de 1943) nom artistic de Marta Inés Minujín és una artista plàstica argentina, coneguda per les seves obres avantguardistes produïdes principalment durant les dècades de 1960, 1970 i 1980. La seva obra, de caràcter conceptual, pop, psicodèlic i d'acció, s'ha convertit en el paradigma de la generació baby boomer que, en la dècada de 1960, va revolucionar les normes socials preestablertes i va establir una contracultura.

## Biografia
Minujín va néixer a Avellaneda (Buenos Aires). Després d'una infància que ella mateixa ha descrit com a «horrible», va estudiar Belles arts a algunes escoles nacionals sense obtenir-ne la titulació. Als setze anys va presentar la seva primera exposició individual i va iniciar el seu breu pas per l'informalisme. Aquell any, Minujín va aconseguir una beca a França i per emancipar-se va falsificar el seu document i es va casar amb l'economista Juan Gómez Sabaini. El 1962 va tornar a l'Argentina, però un any més tard va tornar a París gràcies a una altra beca. Allà es vincula amb el nou realisme i realitza el seu primer happening, La destrucció (1963), en el qual col·legues de Minujín van destruir els treballs de l'artista. De tornada a Buenos Aires, Minujín va presentar diversos happenings, performances i instal·lacions artístiques a l'Institut Di Tella. A finals de la dècada de 1960, després d'haver guanyat una beca Guggenheim, Minujín es va adherir al moviment contracultural hippie a Nova York, on es va bolcar a l'art pop i l'art psicodèlic. Durant aquesta època i més tard a la dècada de 1970, Minujín va treballar tant a Buenos Aires com a Nova York. A finals de la dècada de 1970, seguint el suggeriment de Roberto Mackintosh, comença amb els obeliscos en moviment i les seves obres seccionables i a principis de la dècada de 1980 es dedica a l'art ambiental amb obres com Repollos (1977) i Toronjas (1977), i a projectes que dessacralitzaven mites populars, com ara L'obelisc de pa dolç (1979) o Carlos Gardel de foc (1981). El 1983 i com a celebració de la tornada de la democràcia a Argentina, Minujín va presentar a l'avinguda 9 de Juliol El Partenón de llibres, format amb llibres prohibits durant la dictadura militar. Durant la dècada de 1980 el seu interès per la revisió dels mites se centra a l'escultura grega clàssica, amb obres que cauen o es fragmenten com Venus de Milo caient (1986) i Jove hel·lènic fragmentant-se (1982); sense abandonar l'art d'acció produint obres com la seva col·laboració amb Andy Warhol el 1985. Des de la dècada de 1990 el seu treball ha estat revaloritzat i consagrat en diversos homenatges i retrospectives. No obstant això, Minujín continua treballant com a artista en el seu taller al barri de Sant Cristóbal.

## Vida privada
Oriünda del barri de Sant Telmo, on va néixer l'any 1943. A l'edat de setze anys es casa en secret amb Juan Gómez Sabaini, un economista, amb qui comparteix una relació especial, tenint en compte el contrast de personalitats de tots dos. Porten més de cinquanta anys de casats, i tenen dos fills.

## Inicis
Va començar els seus estudis a les Escoles Nacionals de Belles arts de Buenos Aires. Va presentar la seva primera exposició personal el 1959 al Teatre Agón. El 1960 va obtenir una beca del FNA que li va permetre instal·lar-se a París, on va participar en la mostra Pablo [Curatella] Ragis i trenta argentins de la Nova Generació.

## A París
Va començar a fer estructures habitables, cobertes de matalassos oposats entre les deixalles dels hospitals parisencs. A l'erm del Impasse Roussin, va fer La Destrucció (1963), el seu primer happening; per a aquesta obra va reunir totes les seves peces amb matalassos i va convidar a un grup d'artistes a «destruir-les» (Christo, Élie-Charles Flamand, Lourdes Castro, Mariano Hernández i Paul Gette). El mateix any, amb Jean-Jacques Lebel, va organitzar el happening El Gall, a la Galeria Raymond Cordier.
A la seva arribada a l'Argentina, va ser una de les pioneres en la representació de happenings en aquest país al costat de membres del mític Institut Di Tella d'Arts.

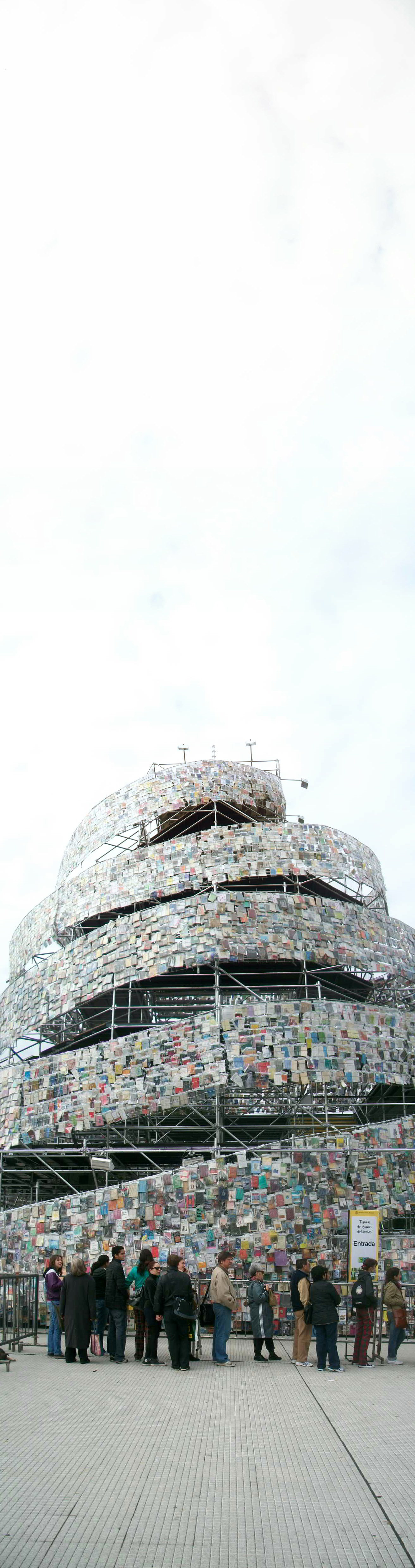
Torre de Babel de Marta Minujín

## L'Institut Di Tella
El 1964 va ser convidada al Premi Nacional DiTella, centre de referència dels artistes de l'època, on va exposar Eròtics en technicolor i Rebolquis i viva. A la segona obra els espectadors havien d'ingressar a una tenda de tela, goma ploma i fusta, repleta de matalassos multicolors, per tirar-se al llit i donar voltes per complir amb el propòsit explícit de l'artista d'unir «art i vida».
Aquest mateix any va realitzar el happening Cavalcada enfront de les càmeres de Canal 7, convertint la transmissió en alguna cosa inèdita fins a aquest moment. A l'acció, uns cavalls que tenien lligats a les seves cues recipients amb pintura, acolorien alguns matalassos; un grup d'atletes, al mateix temps, rebentaven globus i dos músics de rock eren embolicats amb cinta adhesiva. Poc després, a l'Estadi del Cerro, a Montevideo, va presentar «Successos», una performance amb cinc-cents pollastres, dones grosses, atletes, ballarines, motociclistes i algunes altres coses.

## La Menesunda
El tema social es manifesta en la seva obra com a preocupació soci-contextual que presenta diferents matisos: l'humor, la crítica i l'exaltació. Entre maig i juny de 1965, Marta Minujín i Rubén Santantonín van presentar La Menesunda a l'Institut Di Tella (realitzada amb la col·laboració, en diferents tasques, de Pablo Suárez, David Lamelas, Rodolfo Prayon, Floreal Amor i Leopoldo Maler). Es tractava d'una ambientació que l'espectador havia de recórrer a través de setze zones i situacions diferents, sense avís previ del que passaria al seu interior.
S'accedia en grups de vuit persones, després d'esperar en llargues files, s'ingressava a través d'una silueta d'un home retallada en una cortina de plàstic transparent. Després es transitava per un túnel de llums de neó que portava a un espai amb deu televisors encesos amb el seu volum alt. Després, s'entrava a un dormitori amb una parella al llit. Un altre túnel, amb llums de neó i sons del carrer, conduïa a una escala amb passamans d'esponja i un fort aroma de perfum, que finalitzava en un gegantesc cap de dona. El seu interior estava cobert de cosmètics i una maquilladora atenia al públic, aplicant-li els seus productes. Un cistell giratori conduïa a l'espectador maquillat a un túnel de parets toves i sòl gomós. En traspassar una porta s'entrava a un espai fosc amb olor de consultori dental, en el qual hi havia un disc telefònic gegant: per sortir de l'ambientació era necessari encertar el número a marcar. La sortida era a través d'una cambra frigorífica, amb una temperatura d'alguns graus sota zero, plena de teles de tota classe i color que tancaven el pas. Finalment, s'accedia a una càmera octogonal amb miralls, que s'enfosquia en entrar el visitant. Immediatament s'encenien llums negres i uns ventiladors feien caure una pluja de paper picat de colors. Com a comiat, una aroma a fritades retornava a l'espectador al seu espai quotidià.
En tot el conjunt es percebia cert to popular, en particular en la configuració visual del context, en les al·lusions a la publicitat barata, en els cartells de plàstic, en la decoració del gabinet de la maquilladora i en altres passatges del recorregut.

## Relació amb Andy Warhol
De similars característiques i ideologia, Minujín i Andy Warhol van compartir una amistat quan es van conèixer una galeria d'art, durant la seva estada a Nova York. Al costat d'ell va compartir l'ambient artístic de l'època. El 1985 realitza la famosa obra fotogràfica en la qual paga a l'artista nord-americà, el deute extern argentí amb choclos, segons les seves pròpies paraules «l'or llatinoamericà».

## Altres obres

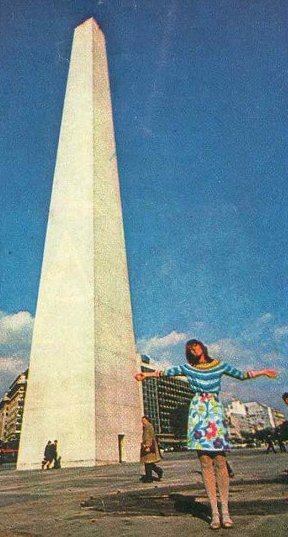
Buenos Aires 1966-1967. Abans del hapenning: Marta Minujin tira gelats sobre l'obelisc i uns altres els llepen.

El 1966 va obtenir la beca Guggenheim i va anar a viure durant 10 anys -amb lleus interrupcions- a Nova York. Des de 1980 Minujín realitza escultures amb apropiacions d'obres clàssiques de la estatuaria greco-romana, de la renaixentista, i fins i tot de les estatuetes ciclàdiques. Les seves obres són reproduccions en guix d'aquests models, fragmentats, desarticulats en seccions desplaçades.
Entre elles, les més representatives i famoses són:
- Obelisc Ficat al llit (1978) en la Biennal de Sant Pablo.
- Operació Perfumi (1971) a Buenos Aires i diverses rèpliques a diversos països.
- Obelisc de Pa dolç (1979) durant la Fira de les Nacions, Buenos Aires.
- Torre de Pa de Joyce (1980) a Dublín, Irlanda.
- Carlos Gardel de Foc: una estructura metàl·lica reproduint la imatge del cantor, plena de cotó que va ser calada foc, com a art efímer. Medellín, Colòmbia. (1981)
- Venus de Formatge (1981)
- Partenón de Llibres: una reproducció del Partenón d'Atenes constituït amb llibres. (1983)
- Torre de Babel de Llibres: Realitzada com a commemoració a l'elecció de Buenos Aires com a Capital mundial del llibre. (2011)
- Arbre de Nadal Inflable: Realitzada per al Nadal de 2014 a la placeta d'entrada de calle Florida de Buenos Aires. (2014)

Els seus happenings i obres d'art efímer en general apunten a la resposta de l'espectador, i generalment produeixen controvèrsia i comentaris en els mitjans massius de comunicació.
Per la seva fructífera trajectòria, Marta Minujín ha rebut el Premi Konex - Esment Especial 2012 a més del Konex de Platí 1982 i 1992 atorgats per la Fundació Konex.